# Szetagaja
Szetagaja Tokió egyik délnyugati, külön jogokkal is rendelkező kerülete.

## Földrajza
Tokió központjától délnyugatra fekszik, és a 15 km-es körön belül van Kicsidzsódzsi, Kavagucsi és Icsikava városokkal együtt. Délen a Tama folyó választja el Kanagava prefektúrától. Közlekedését a sugárirányban épített vasútvonalak jellemzik, melyeket buszvonalak kötnek össze. Úthálózata fejlődését az egykori mezőgazdasági utak határozták meg, emiatt sok helyen csak rendszertelen keskeny utcák vannak.
Az 1990-es évekig a legnagyobb területű kerület volt. A Haneda repülőtér kiépítésével ez mostanra az Ota kerület lett.
A kerület 5 részre osztott: Szetagaja, Kitazawa, Tamagawa, Kinuta és Karaszuyama. Ezen részeken önkormányzati kirendeltségek is működnek.

## Népesség
2005-ben (Heiszei 17) a lakosok száma 820 320 volt. A nappali népesség a bejárók miatt ennél kevesebb: 736 040 személy.

## Parkok
Az ismert nagy parkokon kívül a biotópokat is beszámítva összesen 455 park van a kerületben.